# Helena Rakoczy
Helena Krzynówek, coniugata Rakoczy (Cracovia, 23 dicembre 1921 – Cracovia, 2 settembre 2014), è stata una ginnasta polacca.

## Palmarès

### Olimpiadi
- 1 medaglia:
  - 1 bronzo (Melbourne 1956 negli attrezzi a squadre)

### Mondiali
- 7 medaglie:
  - 4 ori (Basilea 1950 nel concorso completo individuale; Basilea 1950 nel volteggio; Basilea 1950 nella trave; Basilea 1950 nel corpo libero)
  - 3 bronzi (Basilea 1950 nelle parallele asimmetriche; Roma 1954 nel concorso completo individuale; Roma 1954 nelle parallele asimmetriche)